# Corps et Âme (roman)
Pour les articles homonymes, voir Corps et Âme.
Corps et Âme est le titre français du roman de l'écrivain américain Frank Conroy Body and Soul paru en 1993, dont la traduction a été publiée chez Gallimard en 1996.